# Положение во гроб (картина Караваджо)
«Положение во гроб» (итал. La Deposizione) — картина выдающегося итальянского живописца Микеланджело Меризи да Караваджо (итал. Michelangelo Merisi da Caravaggio; 1571—1610), художника эпохи барокко, который одним из первых применил манеру письма «кьяроскуро» — резкое противопоставление света и тени и «тенеброзо». Картина написана в 1603—1604 годах маслом на холсте (300 см × 203 см) для римской церкви Кьеза Нуова («Новой церкви»), ныне хранится в Пинакотеке Ватикана.

## Тема
Картина иллюстрирует евангельский сюжет, описанный всеми четырьмя Евангелистами; в частности, в Евангелии от Матфея сказано:

Когда же настал вечер, пришёл богатый человек из Аримафеи, именем Иосиф, который также учился у Иисуса; он, придя к Пилату, просил тела Иисусова. Тогда Пилат приказал отдать тело; и, взяв тело, Иосиф обвил его чистою плащаницею и положил его в новом своём гробе, который высек он в скале; и, привалив большой камень к двери гроба, удалился. Была же там Мария Магдалина и другая Мария, которые сидели против гроба— Мф. 27:25–61

## История
15 июля 1575 года папа Григорий XIII буллой Copiosus in misericordia одобрил создание общества Ораторианцев и предоставил конгрегации, в которую вошли как священники, так и миряне, церковь Санта-Мария-ин-Валичелла (Святой Марии в маленькой долине) в центре Рима. Через два месяца после буллы началась реконструкция церкви. В проекте реконструкции «Кьеза Нуова» (Новой церкви) было посвящение всех алтарей таинствам Девы Марии. Начиная с левого трансепта пять капелл по обе стороны нефа до правого трансепта, были посвящены Сретению, Благовещению, Посещению Девой Марией Елизаветы, Рождеству, Поклонению пастухов, Обрезанию Христа, Распятию, Оплакиванию (Пьета), Воскресению, Вознесению Христа, Сошествию Святого Духа, Вознесению и Коронованию Девы.
Алтарная картина «Положение во гроб», вероятно, была запланирована в 1602 году для капеллы, посвящённой «Пьета» (Оплакиванию), основанной Пьетро Виттриче, другом папы Григория XIII и близким последователем Филиппо Нери, основателя общества ораторианцев. Капелла делла Пьета занимала «привилегированное» положение в Кьеза Нуова: в ней можно было служить мессу, и ей предоставлялись особые индульгенции.
Капелла была завершена в 1602 году, который считается самой ранней датой заказа картины Караваджо. Действительно, 1 сентября 1604 года она описана как «новая» в документе, в котором зафиксировано, что её оплатил Джироламо Виттриче, племянник и наследник первого заказчика Пьетро.
Джироламо Виттриче имел прямую связь с Караваджо: в августе 1586 года он женился на Оринции ди Лучио Орси, сестре друга Караваджо Просперо Орси и племяннице гуманиста Аурелио Орси. Аурелио, в свою очередь, был одно время наставником молодого Маффео Барберини, который стал папой Урбаном VIII в 1623 году.
Картина Караваджо была установлена в алтаре Капеллы делла Пьета (Оплакивания) церкви (в то время церковь «Кьеза Нуова») 6 сентября 1604 года. Известно, что художник посещал церковь задолго до этого заказа — вскоре после переезда в Рим в 1592 году он однажды упал здесь в голодный обморок. Картина к тому времени уже знаменитого художника была отвергнута официальными представителями церкви и вскоре была убрана в подвал (к тому моменту Караваджо уже покинул Рим), где затем хранилась более двух веков.
На главном алтаре церкви, построенном между 1596 и 1599 годами, изначально должен был находиться запрестольный образ с «Рождеством» работы Федерико Бароччи, который так и не был выполнен. Чтобы морально возместить неудачу Бароччи и Караваджо, был сделан заказ молодому фламандскому художнику Питеру Паулю Рубенсу, находившемуся в то время в Риме. Три картины центральной апсиды «Святые Григорий, Мавр и Папий» (слева от алтаря), «Мадонна с Младенцем и Ангелы» (в центре) и «Святые Домитилла, Нерей и Ахиллес Римский» (справа) были выполнены им в 1608 году.
Отвергнутая заказчиками картина Караваджо вызывала восхищение знатоков, о ней писали такие критики, как Джулио Манчини, Джованни Бальоне (1642), Джан Пьетро Беллори (1672) и Франческо Сканелли (1657).
В 1797 году во время оккупации Италии французами картина была увезена в Париж для Музея Наполеона. На месте её заменила копия Микеле Кока. После падения Наполеона в 1816 году картина возвращена в Рим и помещена в Ватикане. В наше время это произведение находится в Ватиканской пинакотеке, а в церкви осталась копия.

## Композиция картины

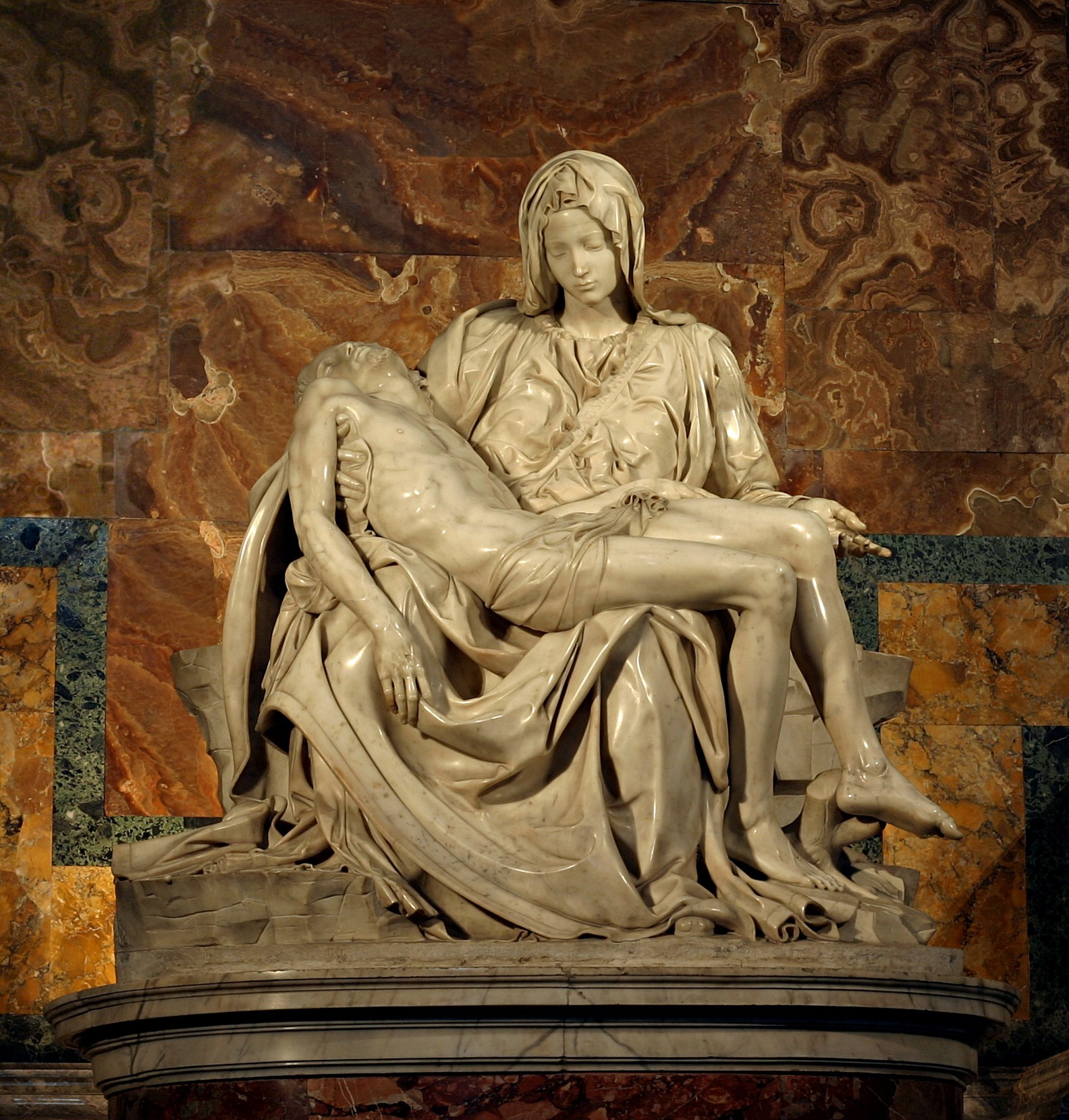
Микеланджело Буонарроти. Пьета. 1499. Мрамор. Собор Святого Петра, Ватикан

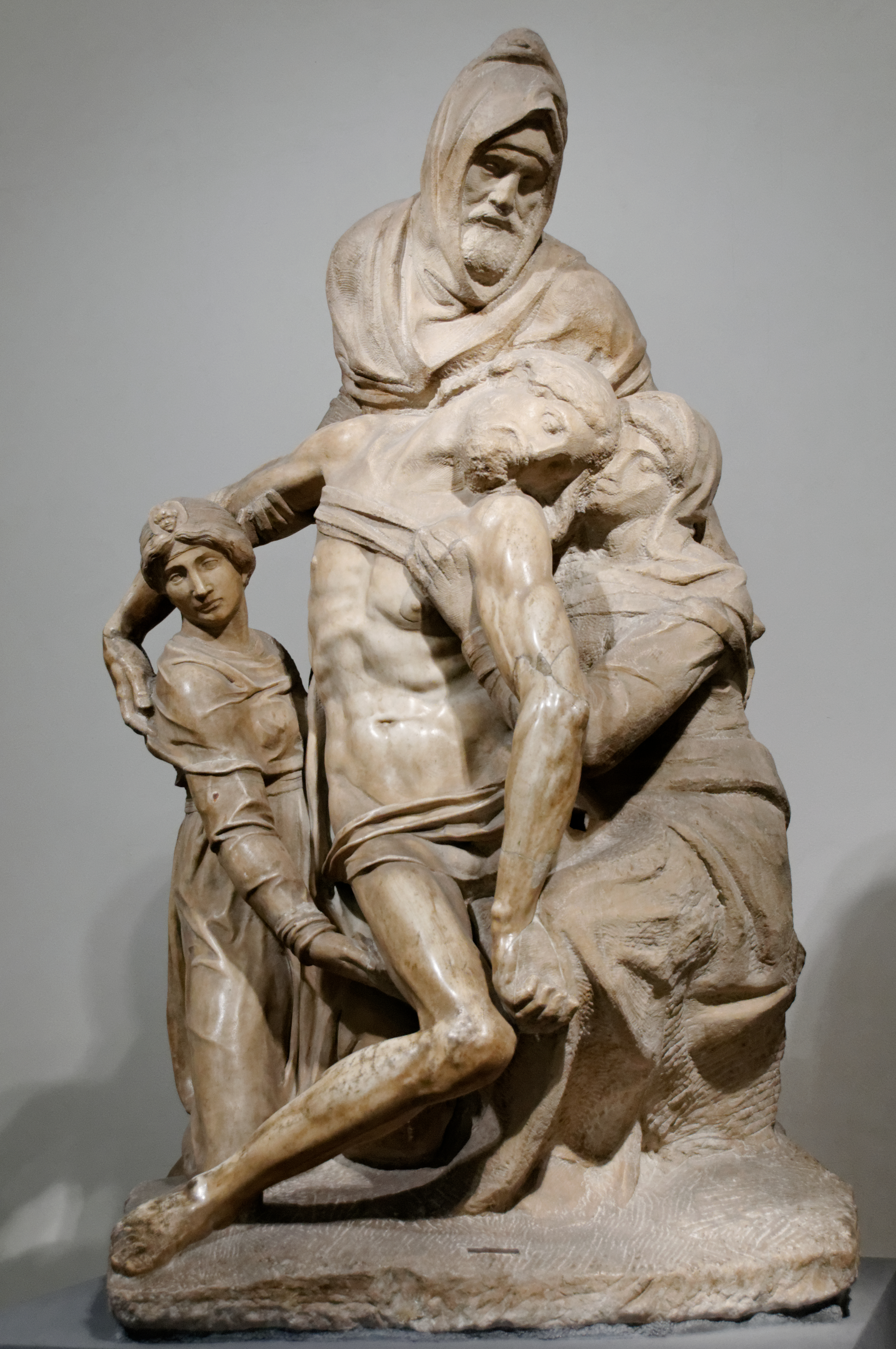
Микеланджело Буонарроти. Флорентийская Пьета. 1547—1555. Музей произведений искусства Собора, Флоренция

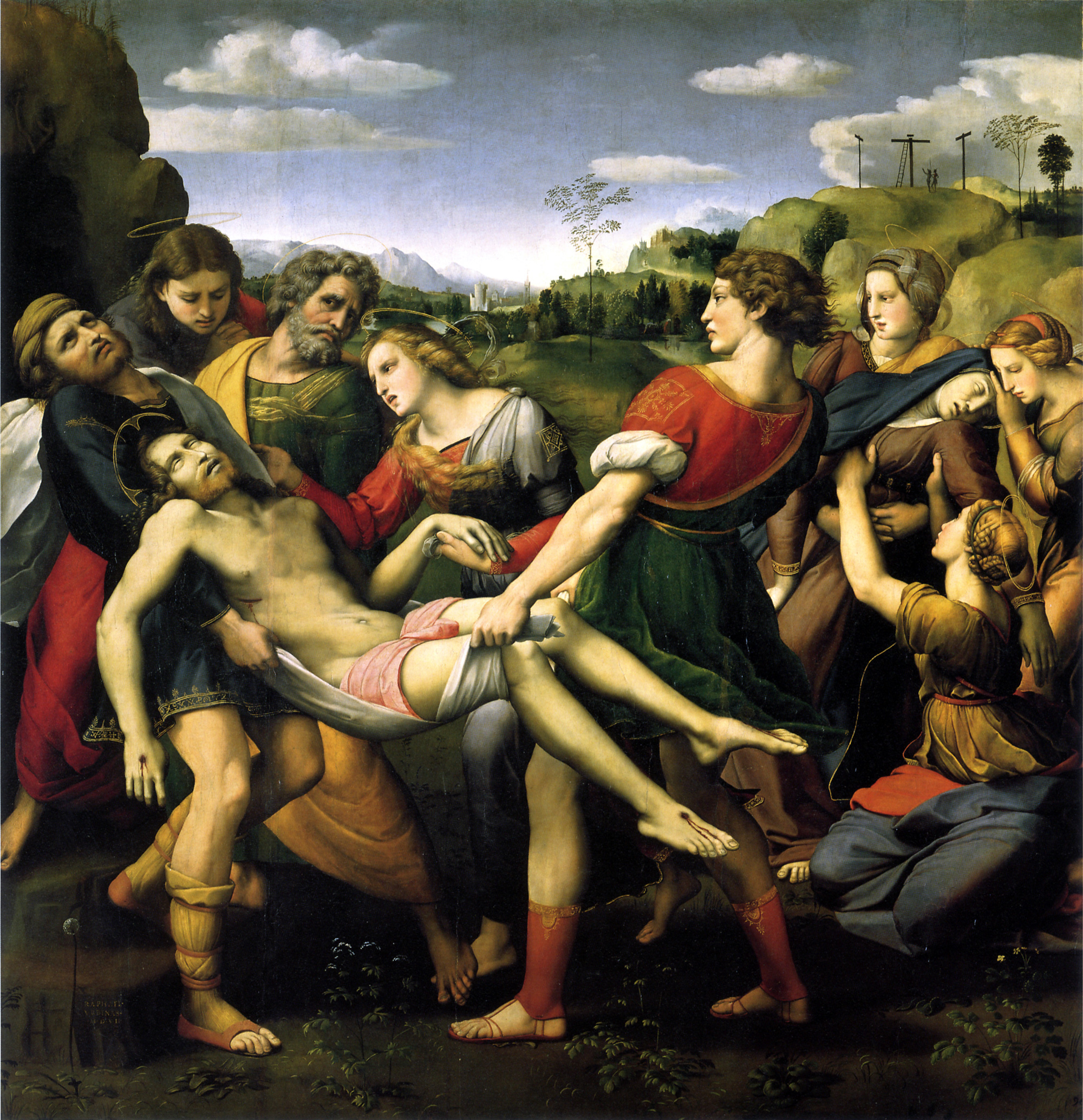
Рафаэль Санти. Положение во гроб. 1507. Дерево, масло. Галерея Боргезе, Рим

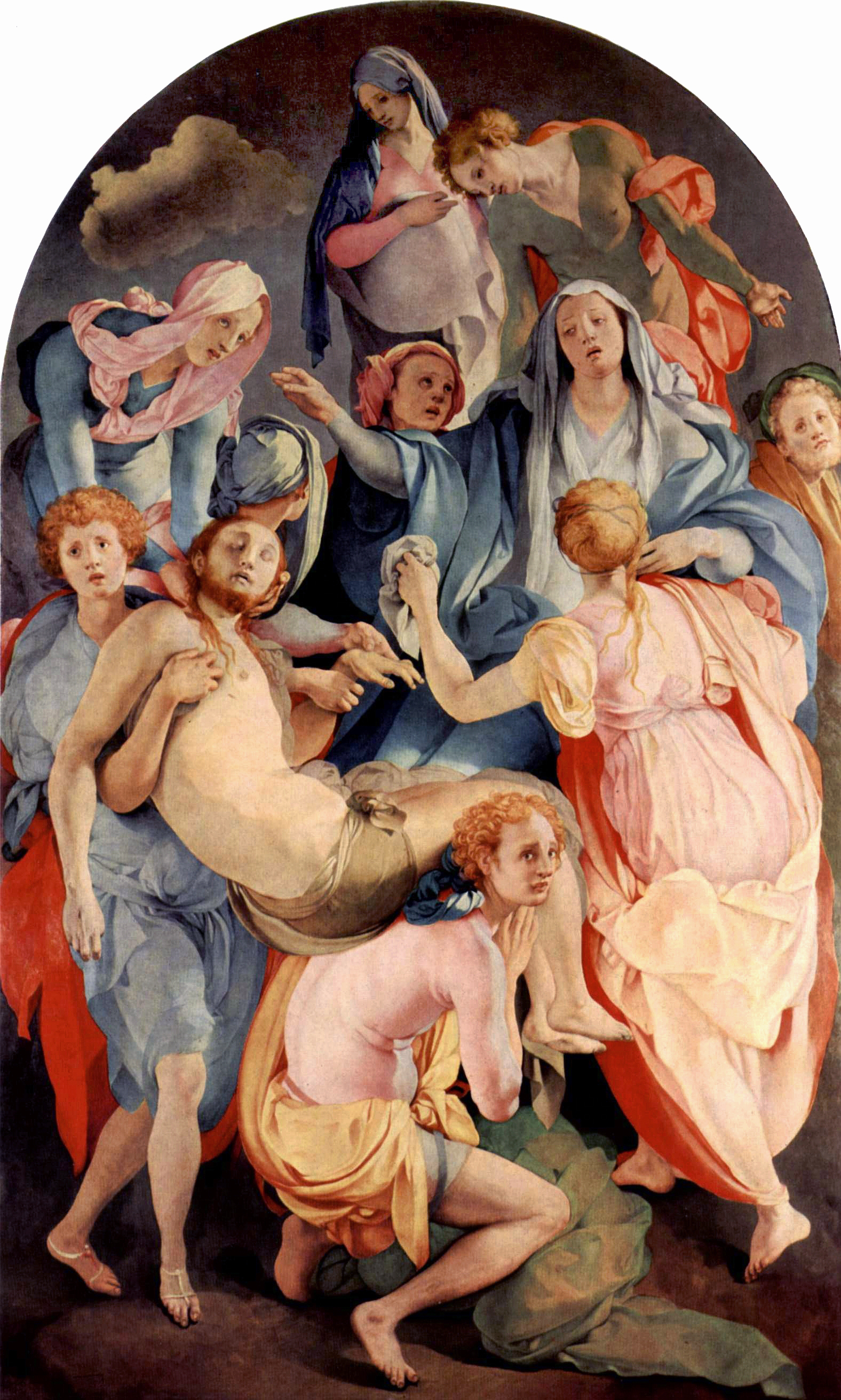
Якопо Понтормо. Снятие с креста. Между 1526 и 1528. Холст, масло. Церковь Санта-Феличита, Флоренция

В целом картина Караваджо соответствует духу, идеологии и эстетикe эпохи Контрреформации. Свет выхватывает фигуры действующих лиц из тьмы почти чёрного абстрактного фона картины (знаменитая «караваджистская светотень»), что придаёт всей сцене трагическое и, вместе с тем, напряжённо-мистическое состояние.
Двое мужчин несут тело. Иоанн Евангелист, еле заметный на картине и узнаваемый только по своей молодой внешности и красному плащу, поддерживает тело мёртвого Христа на правом колене и правой рукой. Никодим (с лицом Микеланджело) прижимает колени Христа к себе. Живописное пространство практически отсутствует. Это дополнительно подчёркивается стопами Никодима, расположенными вне пространства, параллельно краю могильной плиты. Все фигуры располагаются в узком пространственном слое переднего плана, что усиливает эмоциональное напряжение, но приводит к сумбурности движений. Фигурам явно не хватает места. Поэтому рука Девы Марии «вырастает» из головы Иоанна, а воздетые руки Марии Клеопы, кажется, «живут сами по себе» и её правая рука оказывается слишком длинной, чтобы показаться из-за головы Магдалины, а голые ноги Никодима при смене установки восприятия могут показаться ногами Марии Клеоповой. Пластические связи отсутствуют, к тому же сами фигуры кажутся манекенами, списанными с обычных крестьян и духовный смысл сцены снижается до бытового.
В центре, позади Никодима, Мария Магдалина вытирает слёзы белым платком, её лицо затенено. Иконографическая традиция предписывает изображать Деву Марию вечно молодой, но здесь Караваджо, как он это делал и в других картинах, показал Деву старой женщиной. Фигура Девы Марии также частично скрыта за Иоанном; мы видим Её в одеянии монахини. Все три женские фигуры воплощают собой различные выражения страдания.
Композиция картины Караваджо скульптурна или, скорее, приближается к горельефной. Группа фигур монолитна, и это дало основание критикам сопоставлять её со скульптурной «Пьетой» Микеланджело в соборе Святого Петра или его «Флорентийской Пьетой» (в Музее произведений искусства Собора, Флоренция). Этим можно объяснить, хотя и весьма гипотетично, появление портрета Микеланджело в образе Святого Никодима.
Картину Караваджо также сравнивают с композициями «Положение во гроб» Рафаэля (1507) и «Снятие с креста» Якопо Понтормо. Однако такое сравнение лишь способствует противопоставлению идеализма Высокого Возрождения вызывающему натурализму Караваджо.
Расположение подобных картин над алтарным престолом способствует ещё одной интерпретации картины в качестве визуального представления образа «Corpus Domini» (Тела Христа), более Святого причастия, чем «Снятия» или «Погребения». А каменный плинт в нижней части картины — в качестве престола. С другой стороны, в интерпретации картины как Пьеты, плоский камень можно переосмыслить и как ссылку на Камень помазания, который хранится в Храме Гроба Господня в Иерусалиме. На таком камне согласно тексту Евангелии от Иоанна умащивали и накрывали плащаницей тело Христа.
Зрители редко замечают, что Караваджо поместил в нижнем левом углу картины растение, обычно называемое коровяком (Verbascum thapsus); считалось, что оно обладает лечебными свойствами и отгоняет злых духов. Это растение связано с иконографией Святого Иоанна Крестителя. Караваджо также использует его в своих картинах «Святой Иоанн Креститель» и «Отдых на пути в Египет».

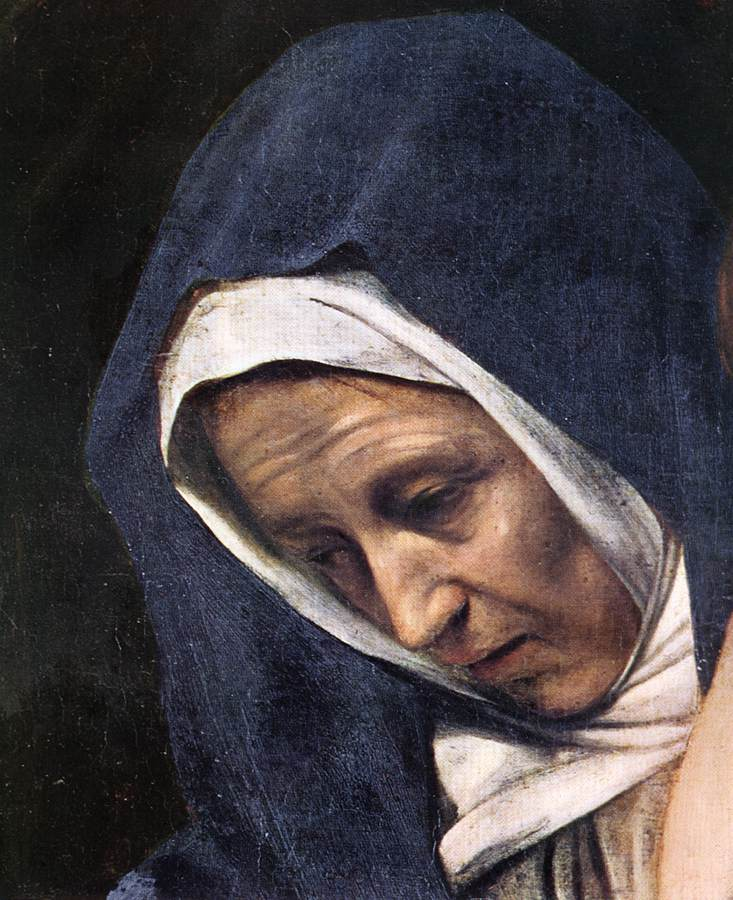
Дева Мария. Деталь картины Караваджо
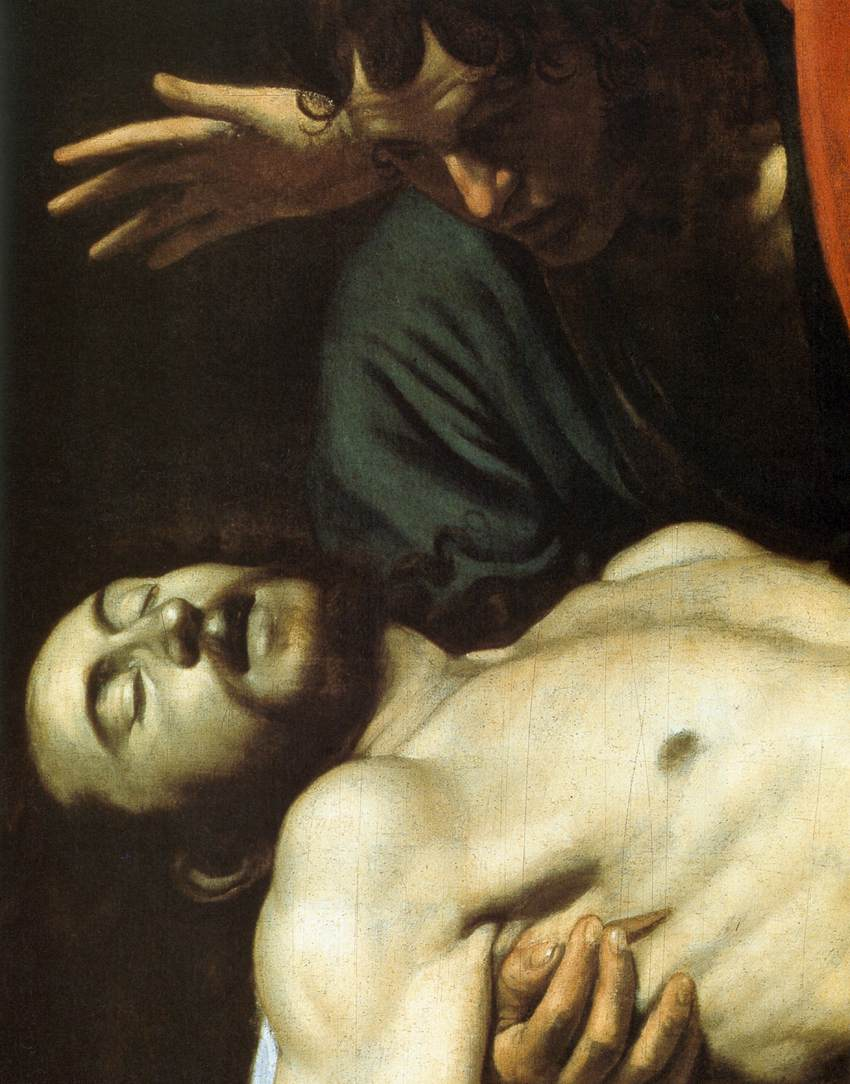
Иисус. Деталь
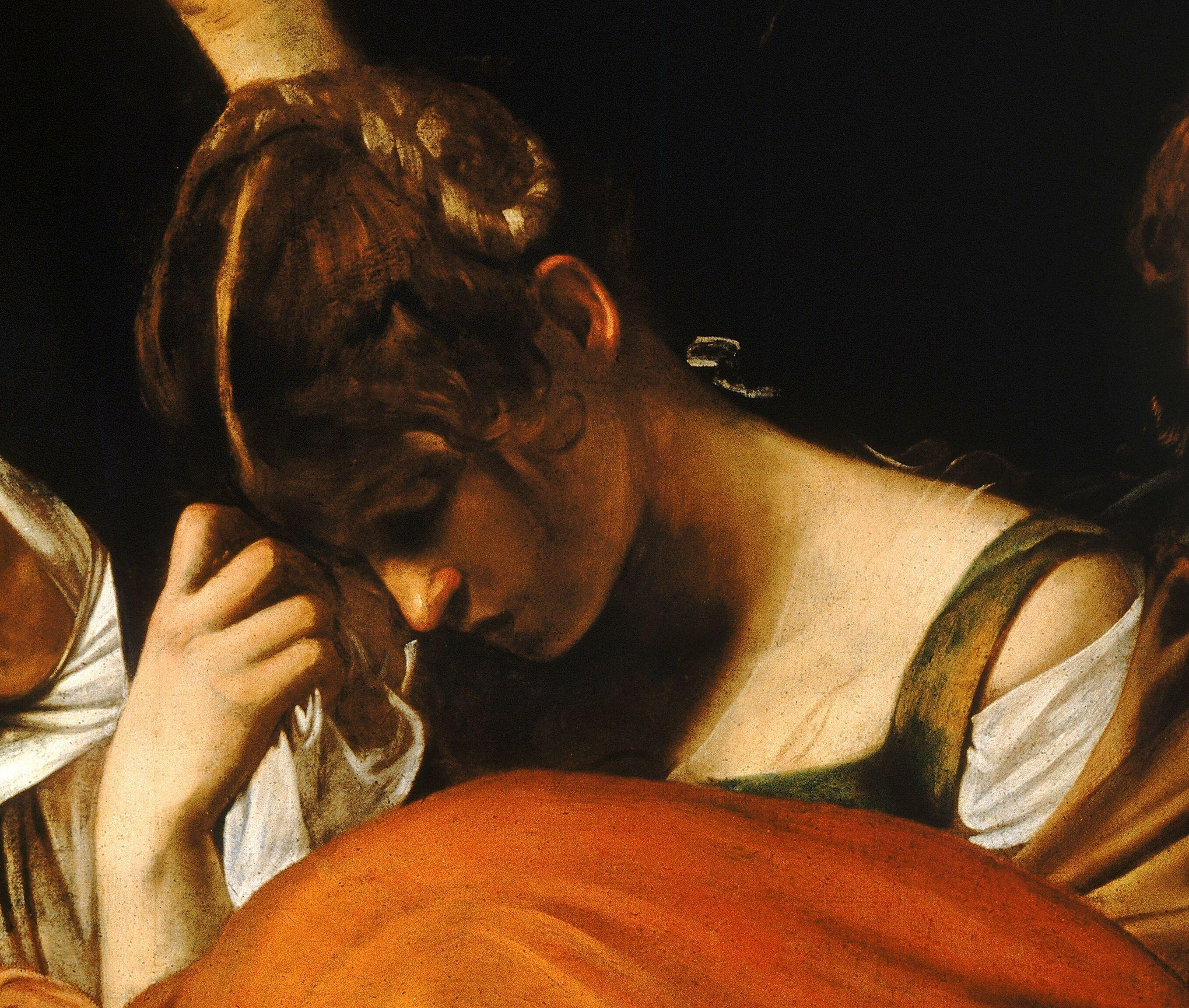
Мария Магдалина
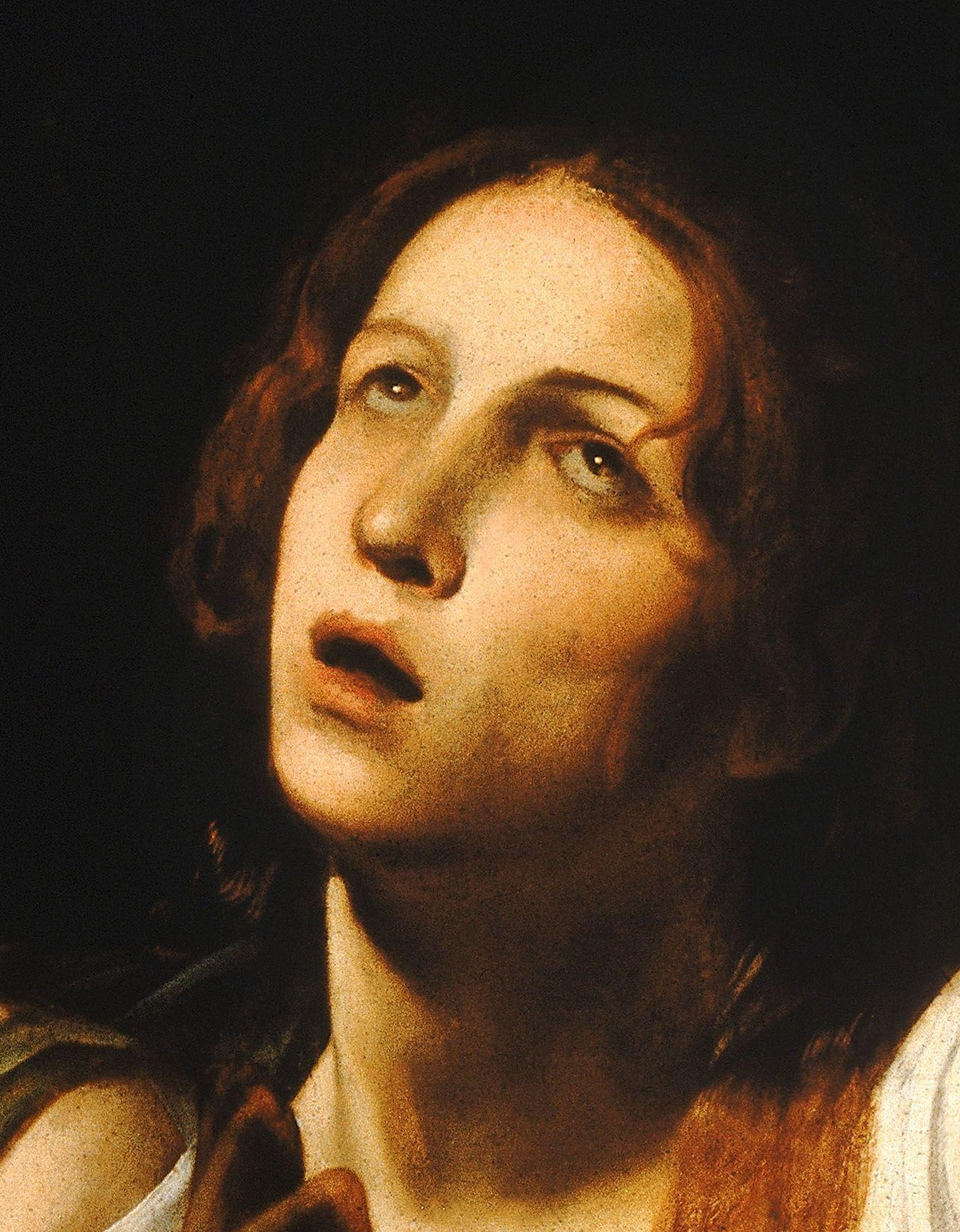
Мария Клеопа
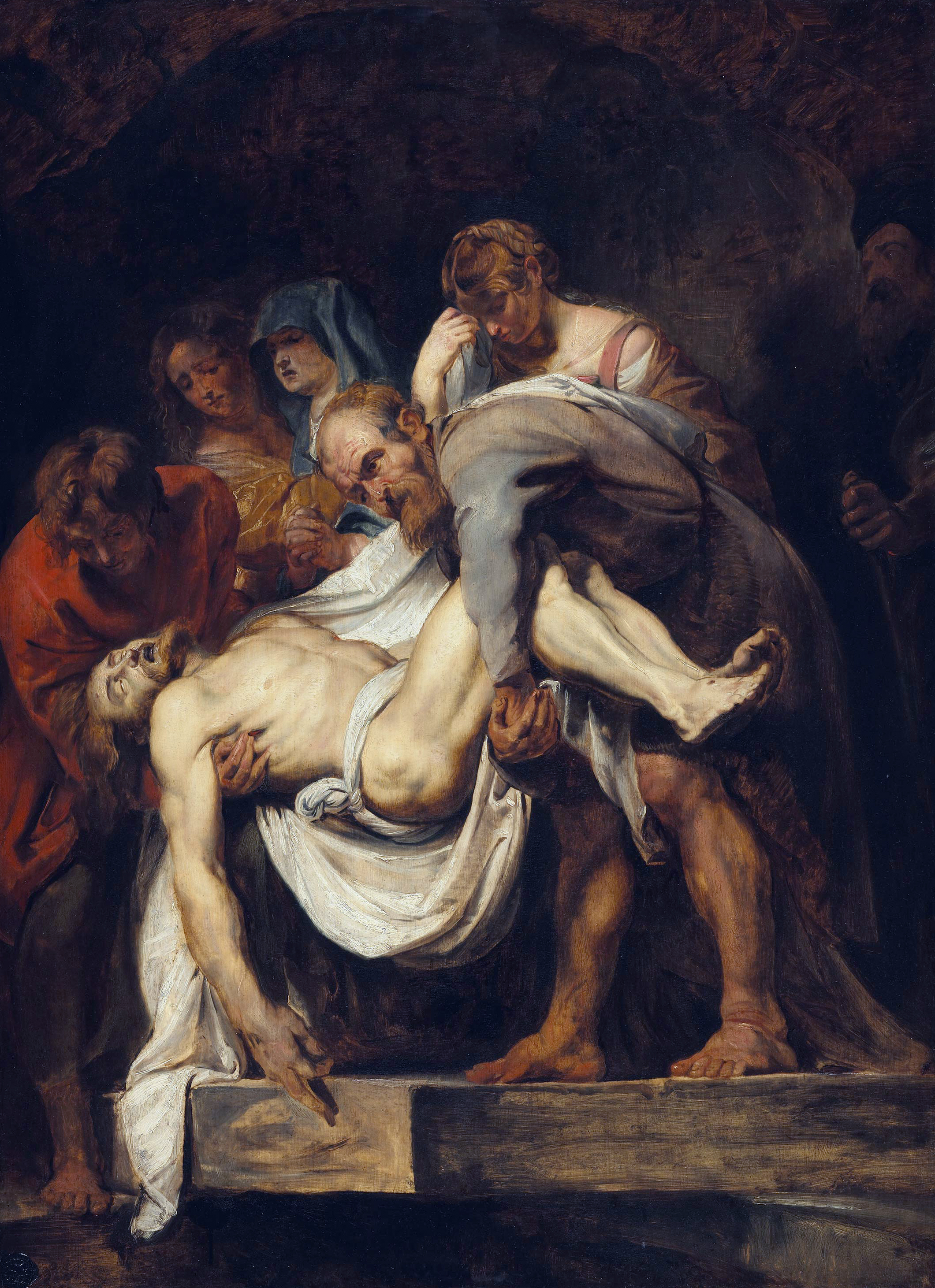
П. П. Рубенс. Погребение. Между 1612 и 1614. Дерево, масло. Национальная галерея Канады, Оттава
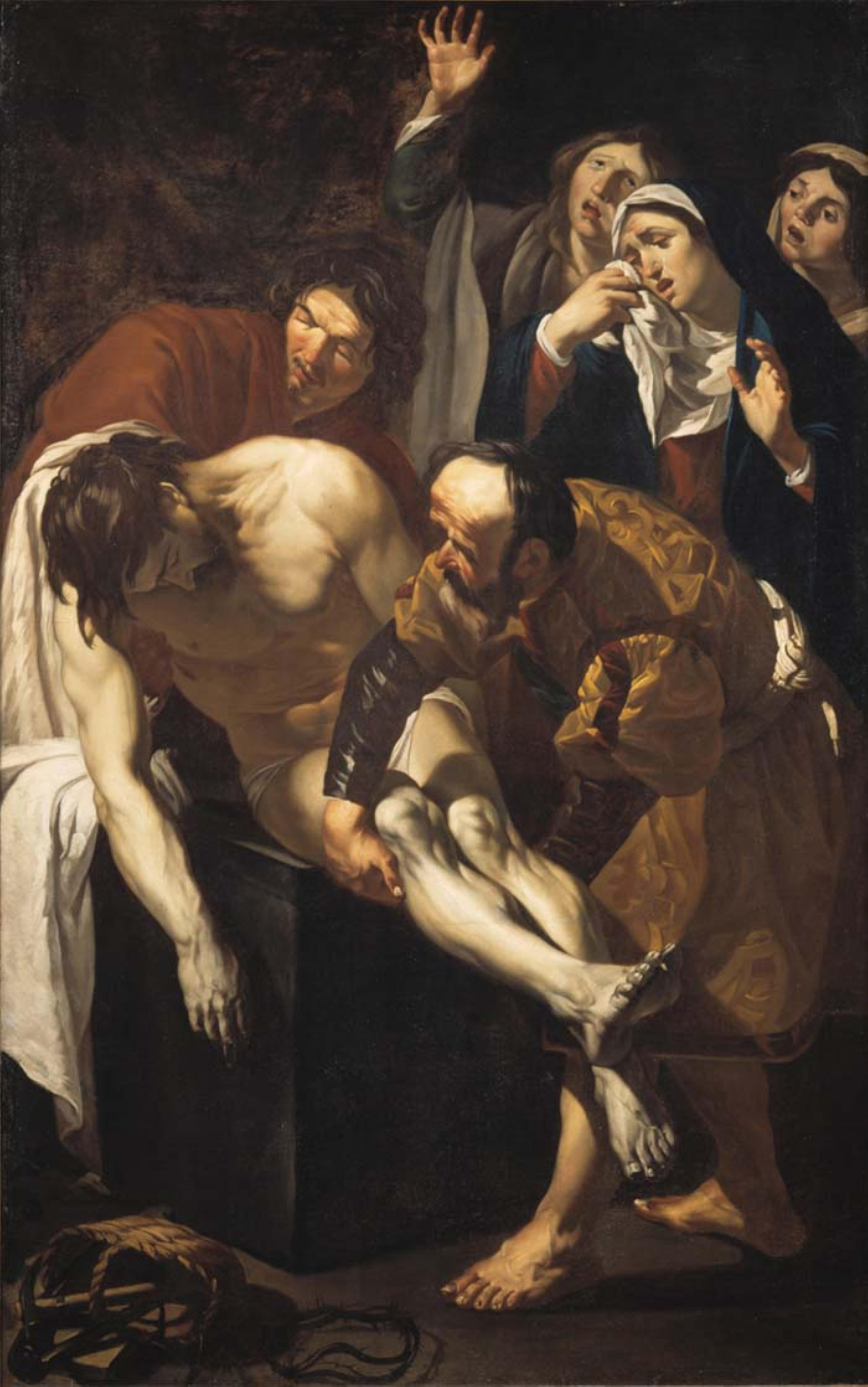
Дирк ван Бабюрен. Перенесение тела Христа в гробницу. Между 1617 и 1621. Холст, масло. Центральный музей, Утрехт